# Yoshi's Safari
Yoshi's Safari, i Japan känt som Yoshi's Road Hunting (ヨッシーのロードハンティング Yosshī no Rōdo Hantingu?) är ett SNES-spel från 1993. I spelet används mode 7-tekniken.

## Handling
Mario och Yoshi skall rädda kung Fret och hans son, prins Pine, som blivit kidnappade av Bowser. Spelet spelas med Super Scope. Mario rider på Yoshi, och om man råkar skada Yoshi förlorar han energi .

### Fotnoter
1. 1 2  ”Yoshi's Safari” (på engelska). Gamefaq. Arkiverad från originalet den 28 september 2011. https://web.archive.org/web/20110928180028/http://www.gamefaqs.com/snes/588877-yoshis-safari/data. Läst 28 april 2014.